# Satiá Bhama

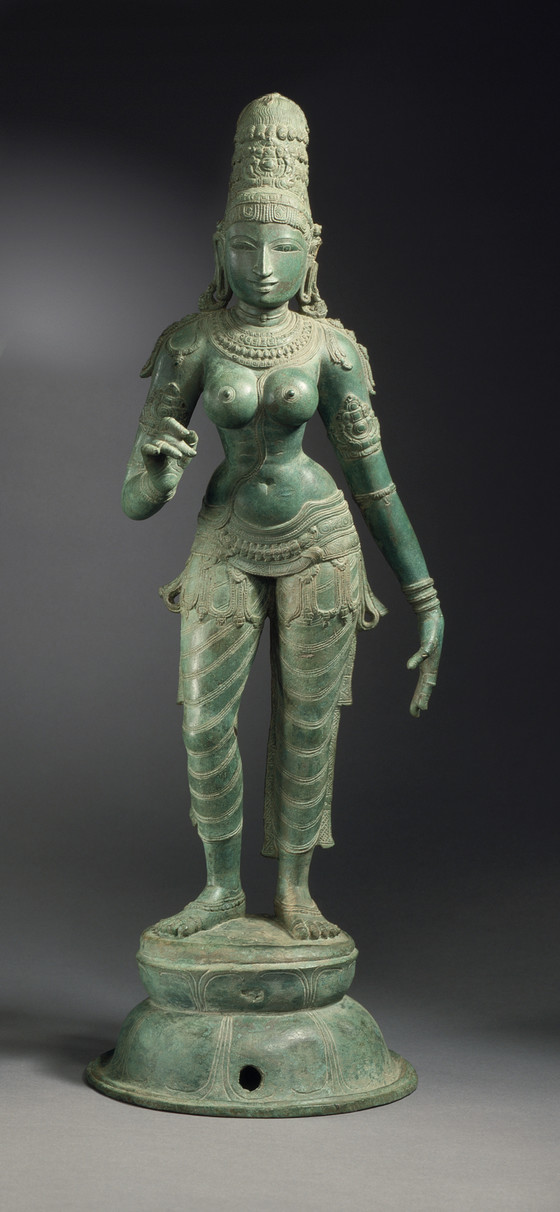
satyábhāmā, India, Tamil Nadu, finales del -XIII Escultura de aleación de cobre

En la mitología hinduista, Satiá Bhama es la tercera esposa del rey Krisná (una de las ocho favoritas entre un total de 16.108 esposas).

## Etimología
- satyábhāmā, en el sistema AITS (alfabeto internacional para la transliteración del sánscrito).
- सत्यभामा, en escritura devanagari del sánscrito.
- Pronunciación: /satiá bama/ o /satiá bjama/.[1]
- Etimología: ‘la que tiene el brillo de la verdad’ o ‘la que tiene verdadero lustre’ (satyá: ‘verdad’, bhāmā: ‘lustre, brillo [de la piel]’).[1]

## Textos relacionados
Según el Majábharata (siglo III a. C.), el Jari-vamsa (siglo I d. C.) y los Puranas, como esposa de un avatar de Visnú, se la considera una encarnación secundaria de Laksmí (la consorte eterna de Visnú), siendo la principal Rukmini.
Poseía una personalidad difícil. Según el Bhágavata-purana (siglo X d. C.)  era afectuosa, apasionada, rebelde, revoltosa, resentida y muy celosa.
Indujo a su esposo Krisná a declarar la guerra (y finalmente vencer) al dios Indra para arrebatarle el árbol de la sabiduría.
Ella provocó la pelea final de los iádavas, la familia de Krisná.
Algunos textos posteriores que cuentan leyendas sobre Satiá Bhama y su particular (celosa e irascible) relación conyugal con Krisná:
- Satyábhāmā Parinaya
- Satyábhāmā Bhyudaya o Satyábhāmā Abhyudaya
- Satyábhāmā Daya Kāvya
- Satyábhāmā Daya Vyākhāna
- Satyábhāmā Vilāsa

## Matrimonio
Satiá Bhama era la hija de Satráyit (hijo de Nighna), un chatría (militar) a quien Suria (el dios del Sol) le había regalado la joya Siamantaka (probablemente un rubí).
Krisná, rey de Dvaraka, le pidió esta joya, diciéndole que estaría más segura custodiada en su palacio. Pero Satráyit ―que estaba muy apegado a su joya― se negó a entregársela.
Poco tiempo después, Prasena, el hermano de Satráyit, salió a cazar llevando la joya en su pecho, pero fue matado por un león. El hombre-gorila Yambaván (conocido por su rol en el Ramaiana) mató al león y le dio la joya a su hijo para que jugara con ella. Cuando Prasena no retornó nunca de su cacería, Satráyit acusó a Krisná de haber matado a Prasena para quedarse con la joya Śiamantaka.
Krisná, para quitar esta mancha en su reputación, salió en busca de la joya, y la encontró en una caverna, en manos del hijo de Yambaván.
Yambaván atacó al dios Krisná creyendo que era un intruso que había venido a robar la joya. Pelearon durante 28 días, hasta que Yambaván, con todo su cuerpo terriblemente debilitado por los puñetazos de Krisná, finalmente reconoció que ese no era un ser humano, sino su amado Señor Rama.
Yo te conozco. Tú eres la vida en todas las criaturas, la virilidad, la intrepidez y la fuerza. Tú eres Visnú, el Señor Primigenio, que prevalece sobre todo, el Señor Supremo de los mundos. [Bhágavata-purana 10.56.26]
Como arrepentimiento por haber peleado con Krisná, Yambaván le regaló a Krisná la joya y también a su hija Yambavati en matrimonio. Krisná le devolvió la joya a Satráyit, quien arrepentido por haber peleado con Krisná, le regaló a Krisná la joya y también a su hija Satiá Bhama en matrimonio. Krisná aceptó a Satiá Bhama como esposa, pero no aceptó la joya.

### Versión de Espasa
El siguiente texto proviene de la edición original de la Enciclopedia universal ilustrada europeo-americana (Espasa), cuyo cuerpo principal se terminó de editar en 1930. Si la fecha de publicación del tomo que contiene la entrada es anterior a ochenta años desde la fecha actual, se encuentra en el dominio público.
En la mitología hindú, Satiadjit [sic, por Satrājit] es un sabio [sic, por militar] que recibió del Sol un magnífico rubí que despertó la codicia de Krisna. Satiadjit, no queriendo deshacerse de él y temiendo que el dios se lo arrebatara, confió la joya a su hermano Prasana [sic, por Prasena], quien desapareció con el rubí. Krisna le persiguió y tras diversas aventuras consiguió recuperarlo y devolvérselo a su dueño, quien murió de la emoción, no sin antes confiar al dios a su hija Satiabama.
En textos del principio del siglo XX, los textos sánscritos llegaban a España a través de traducciones del idioma francés (por eso utilizaban el fonema dj, que equivale a la j inglesa, que es la que actualmente se utiliza para transliterar el nombre de Satráyit).
Varios reyes hinduistas llevaron el nombre Satiáyit, que significa ‘victoria de la verdad’ (satya: ‘verdad’; jit: ‘victoria’). En cambio el nombre de Satráyit (el suegro de Krisná) significa ‘victoria sobre los enemigos’ (satrā: ‘enemigo’; jit: ‘victoria’).
Y en realidad Satráyit no murió de la emoción, sino que fue matado muchos años después por Śata-Dhanwa (del bando de los Kurus) peleando del mismo lado que Krisná en la guerra de Kurukshetra.

## Satiá Bhama mata al demonio Naraka
Naraka era un rey demonio que reinaba sobre Prag-yiotish, una ciudad al sudeste de Nepal. Le pidió al dios Brahmá la bendición de ser inmortal. Brahmá se negó a darle esa bendición por el sencillo hecho de que él mismo ―a pesar de ser la criatura más longeva del universo― no es inmortal. Entonces Naraka le pidió que le otorgara el poder ser matado solo por su propia madre. Armado con esa bendición, él reinaba como un déspota. Era conocido por su irrespeto por los semidioses y las mujeres.
Adicto al poder, derrotó al dios Indra, el rey de los devas (semidioses), raptó a 16 100 mujeres y las mantuvo cautivas en su palacio. Le robó los aretes a Áditi, la diosa madre de los devas y usurpó algunos de sus territorios. Aditi era pariente de Satiá Bhama. Cuando esta oyó acerca de cómo trataba Narakasura a las mujeres, y su conducta con Aditi, le dio un ataque de furia. Satiá Bhama le pidió permiso al señor Krisná para armar una guerra contra Narakasura. Krisná no solo aceptó, sino que ofreció manejar su cuadriga en el campo de batalla.
El día de la guerra, Satiá Bhama peleó bravamente contra Narakasura, pero no podía con su destreza marcial. Después de algunos días de pelea, cuando Naraka tuvo la oportunidad, apuntó hacia Krisná, y lo hirió levemente. Krisná se desmayó, y Satiá Bhama enloqueció de ira. Dobló sus fuerzas y atacó al rey demonio y finalmente lo mató. Liberó a las 16 100 mujeres, y ―debido a las costumbres de la época― Krisná tuvo que casarse con todas.
La muerte de Narakasura fue una victoria del bien sobre el mal, y cada año los hinduistas celebran el Naraka-chaturdasi con banquetes y fuegos artificiales.

## Tulabharam (el pesaje con balanza)
El mito llamado «Sri Krisná tulabharam» revela la grandeza de la devoción de Satiá Bhama por su esposo Krisná.
Satiá Bhama se enorgullecía del amor que Krisná sentía por ella, y de cómo ella tenía poder sobre él. En cambio Rukmini, la primera reina Krisná, era una esposa dedicada y humilde en su servicio a su Señor. En una ocasión el travieso rishi (sabio) Nárada llegó a Dwaraka y durante una conversación le sugirió a Satiá Bhama el amor que Krisná le mostraba no era real, y que en realidad era la humildad de Rukmini la que tenía verdadero control sobre su corazón. Incapaz de aguantar eso, Satiá Bhama desafió a Narada a que lo probara.
Narada Muni, con su expertez en el uso del engaño retórico, la hizo aceptar un vrata (voto ritual) en el que ella le daría a su esposo en caridad a Narada y luego lo reclamaría dándole el peso de Krisná en riquezas. Narada le hizo creer que el amor de Krisná hacia ella aumentaría varias veces si ella tenía éxito en este tula-bharam (pesaje con balanza). También instigó su orgullo al señalar que quizá su riqueza no fuera suficiente para igualar el peso de Krisná. Ella le replicó que podía movilizar tanta riqueza que para ella sería un juego de niños igualar el peso de Krisná. Narada le advirtió que si ella no podía hacerlo, él se volvería dueño de Krisná y podría disponer de él como un esclavo.
Pronto se estableció la escena para el vrata. Satiá Bhama dio a Krisná en caridad (dana) a pesar del pedido de las demás esposas. Krisná sumisamente se sometió a esta comedia. Después de donar Krisná a Narada, Satiá Bhama hizo instalar una gran balanza y mandó traer todo su oro y sus joyas. Pero aunque puso todo lo que tenía, la balanza no se movió. Narada empezó a deseperarla diciendo que si ella no ponía suficiente oro o diamantes, él iba a estar forzado a vender a Krisná como esclavo a cualquiera. Satiá Bhama se tragó su orgullo y les pidió a las demás reinas que le dieran sus joyas. Todas aceptaron, por amor a Krisná.
Krisná clavó un cuchillo en la herida abierta de Satiá Bhama al empezar a llorar y decir que ahora sería el esclavo de algún pastor, y que no podría sufrir la separación de su amada esposa Rukmini. Encima Narada le sugirió a Satiá Bhama que solo la reina Rukmini podría librarla de esta dificultad. Finalmente Satiá Bhama se tragó su orgullo y le pidió ayuda a la primera esposa de Krisná. Rukmini vino, y con una oración a su esposo puso una sola hoja de tulsi (albahaca sagrada de la India) sobre la balanza (tula). El platillo de la balanza se volvió tan pesado, que incluso después de quitar la montaña de joyas, la balanza seguía inclinada hacia la hojita de tulasī.

### Origen
Esta historia se utiliza para enfatizar el significado de Tulsi y cómo la humildad y el bhakti (la devoción) son más grandes que cualquier ganancia material.
Probablemente esta historia en particular fue escrita por vaisnavas dákshina (‘lado derecho’), que apoyaban la sumisión a Krisná inspirados en el tipo de amor de Rukmini. Eran contrarios a los bama (‘izquierdos’), que apoyaban a Satiá Bhama y a la pastora Radharani (quienes no eran sumisas a Krisná, y siempre estaban provocándolo y aguijoneándolo).

## Reencarnación medieval
Los seguidores del santo bengalí Chaitania (1486–1534) creían que él era un avatar (encarnación) de Krisná, por lo que concluyeron que cada uno de sus discípulos y amigos más cercanos debía de ser una reencarnación de los asociados de Krisná (tal como se los describe en los Puranas). Analizando la personalidad de Satiá Bhama, juzgaron que su reencarnación bengalí debía de ser Yagad Ananda Pandit, un irascible y apasionado compañero íntimo de Chaitania.